# Nie z moją żoną!
Nie z moją żoną! (ang. Not with My Wife, You Don't!) – amerykański film komediowy z 1966 roku.

## Opis fabuły
Trwa wojna w Korei. Piękna pielęgniarka Julia jest zakochana w dwóch amerykańskich pilotach, w Tomie i Tanku. Poślubia Toma po tym jak powiedział jej, iż Tank nie żyje. Jednak wkrótce Tank wraca.

## Obsada
- George C. Scott – Tank Martin
- Virna Lisi – Julia Ferris
- Tony Curtis – Tom Ferris
- Natalie Core – Lillian Walters
- Carroll O’Connor – generał M. C. Parker
- Richard Eastham – generał Walters
- Eddie Ryder – sierżant Gilroy
- Ann Doran – Doris Parker
- Donna Denton – Sally Ann